# Desperation Boulevard
Desperation Boulevard este un film independent de comedie din 1998 regizat de Greg Glienna. În rolurile principale au interpretat actorii Judy Tenuta, Michael Lerner, Emo Philips, Dana Plato și Erin Moran.

## Distribuție
- Lauren Alexander - Young Judy
- Jim Bruce - Stalker
- Charlene Cher
- Emmy Collins - Homeless Pizza Thief
- Alex DeVorak - German Man
- Sean Dorgan - Abortion Protester
- Greg Glienna - Director at Audition
- Joey Gyondla - Pizza Delivery Guy
- Bill Jenkins - Coco the Clown (ca William B. Jenkins Jr.)
- Ken Kleiber - Guy, The Waiter
- Amber J. Lawson - Mother in Park
- Michael Lerner
- Leah Stanko Mangum - Fan
- Jeff McLaughlin - Fan with Book
- Lanko Miyazaki - News anchor
- Erin Moran - Self
- Ken Osmond - Self
- Emo Philips